# Kanton Saint-Alban-Leysse
Kanton Saint-Alban-Leysse is een kanton van het Franse departement Savoie. Kanton Saint-Alban-Leysse maakt deel uit van het arrondissement Chambéry en telt 24.171 inwoners in 2018.

## Gemeenten
Het kanton Saint-Alban-Leysse omvatte tot 2014 de volgende 9 gemeenten:
- Barby
- Bassens
- Curienne
- Les Déserts
- Puygros
- Saint-Alban-Leysse (hoofdplaats)
- Saint-Jean-d'Arvey
- Thoiry
- Verel-Pragondran

Door de herindeling van de kantons bij decreet van 27 februari 2014 met uitwerking op 22 maart 2015, werden daar volgende 15 gemeenten aan toegevoegd ( waaronder de 14 gemeenten van het opgeheven kanton Le Châtelard ):
- Aillon-le-Jeune
- Aillon-le-Vieux
- Arith
- Bellecombe-en-Bauges
- Le Châtelard
- La Compôte
- Doucy-en-Bauges
- École
- Jarsy
- Lescheraines
- La Motte-en-Bauges
- Le Noyer
- Saint-François-de-Sales
- Sainte-Reine
- La Thuile